# 托坎廷斯州蓬蒂阿尔塔
托坎廷斯州蓬蒂阿尔塔（葡萄牙語：Ponte Alta do Tocantins）是巴西托坎廷斯州的一个市镇。总面积6491.089平方公里，总人口6569人，人口密度1人/平方公里。